# Purdue Wreck
Il Purdue Wreck fu un incidente ferroviario accaduto ad Indianapolis, Indiana il 31 ottobre 1903 in cui persero la vita diciassette persone, tra cui quattordici giocatori della squadra di football americano della Purdue University.

## Dinamica
I giocatori di Purdue, i tecnici e circa 1500 tifosi assiepavano due treni speciali organizzati dall'Università stessa e partiti da West Lafayette verso Union Station a Downtown Indianapolis, dove il gruppo si sarebbe diretto al Washington Park, dove era in programma la gara contro Indiana University. Considerati posti d'onore, i sedili in testa al primo vagone del primo convoglio di quattordici carrozze, portavano i ragazzi della squadra di football ed il loro staff. Il secondo treno seguiva il primo a circa 10 minuti.
All'altezza della 18th Street a Indianapolis, dopo aver percorso una curva, il treno si trovò di fronte ad un merci carico di carbone, in lento movimento, il macchinista cercò di fermare il treno che procedeva a circa 60 all'ora, ma si rese conto che non c'era abbastanza spazio tra i due convogli per evitare l'impatto e saltò giù dal treno in corsa.
La scelta, parsa onorevole, di far sedere in testa la squadra, si tramutò in una decisione mortale: delle diciassette vittime, quattordici erano elementi della squadra. Uno dei pochi sopravvissuti fu il capitano e fullback Harry G. Leslie, che era talmente malmesso che i soccorritori lo presero per morto e portato all'obitorio assieme alle altre vittime, lì gli addetti si accorsero del flebile battito cardiaco e lo portarono di corsa all'ospedale dove, fortunatamente, si riprese dopo svariate operazione ed una lunghissima degenza a cavallo tra la vita e la morte, rimanendo comunque zoppicante per il resto della sua vita, che culminò venticinque anni dopo con l'elezione a Governatore dell'Indiana. 

## Vittime
Rimasero uccise nello scontro:
- Charles H. Grube - Butler, IN
- Charles Furr - Veedersburg, IN
- E.C. Robertson - Assistant coach ed ex-capitano, Indianapolis, IN
- Walter L. Roush - Pittsburgh, PA
- R.J. Powell - Corpus Christi, TX
- W.D. Hamilton - Bridgetown, IL
- Walter Robertson
- Gabriel S. Drollinger - Lafayette, IN
- Samuel Squibb - Lawrenceburg, IN
- Jay Hamilton - Huntington, IN
- N.R. Howard - Booster e presidente dell'Indiana Laundrymen's association
- Patrick McClair - Assistant Coach, Chicago, IL
- Samuel Truitt - Noblesville, IN
- G.L. Shaw - Indiana Harbor, IN
- W.S. McMillen - Indianapolis, IN
- J.C. Coats - Berwin, PA
- Bert Price - Spencer, IN
- Walter Bailey - New Richmond, IN
- C.O. Tansman - Cincinnati, OH

## Conseguenze
Il Memorial Gymnasium (rinominato Felix Haas Hall nel 2006) fu costruito alla Purdue University nel 1909 in onore dei ragazzi periti nella tragedia, la scala che porta all'ingresso centrale ha diciassette scalini come il numero delle vittime. Nel 2003, centenario del "Purdue Wreck", il tunnel percorso dalla squadra di casa ad inizio gara e nell'intervallo è stato dedicato anch'esso alle vittime.